# VRL-Studio

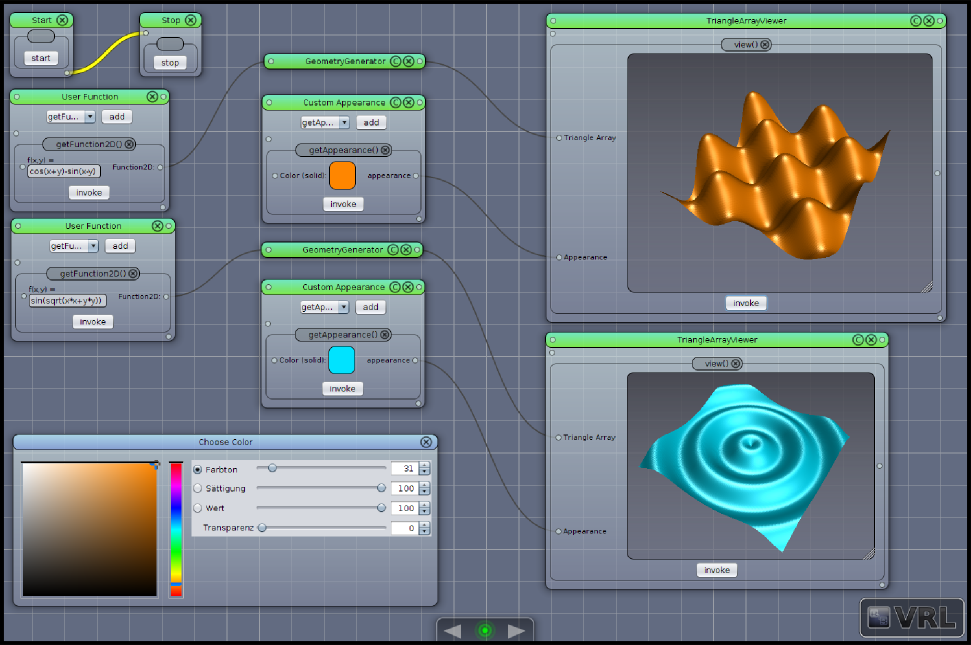
Fig.1 Captura de pantalla on es pot apreciar la programació gràfica

VRL-Studio (acrònim anglès de Visual Reflection Library) és un llenguatge de programari lliure amb eines de codificació gràfiques i text. És un entorn de programació ideal per a experimentar, l'ensenyament i per aconseguir prototipat ràpid. La darrera versió de VRL-Studio aquí

## Propietats
- VRL-Studio està basat en la plataforma Java.
- El projecte VRL-Studio és bàsicament una biblioteca de funcions i dades Java.
- VRL-Studio s'executa damunt de la biblioteca Visual Reflection Library (VRL) mitjançant una interficie API invocada a través de llenguatge visual i comandes text codificades amb el llenguatge de programació Groovy (que és bytecode de Java)

## Altres entorns de programació visual
- Scratch: llenguatge de programació visual adreçat a l'aprenentatge creat pel MIT.
- Pure Data: llenguatge de programació visual adreçat a la creació de música.
- Node-RED: llenguatge de programació visual adreçat a la internet de les coses.